# غريغ بروت
غريغ بروت (بالإنجليزية: Greg Pruitt)‏ هو لاعب كرة قدم أمريكية أمريكي، ولد في 18 أغسطس 1951 في هيوستن في الولايات المتحدة.

## وصلات خارجية
- غريغ بروت على موقع مرجع كرة القدم المحترفة.كوم (الإنجليزية)